# کانون وکلای دادگستری
کانون وکلای دادگستری (به فرانسوی: Barreaux)  انجمنی غیردولتی و مستقل در کشورهای گوناگون است که در جهت اعطای پروانهٔ وکالت دادگستری به دانش‌آموختگان حقوق و پشتیبانی از وکلای عضو و نیز نظارت بر عملکرد آن‌ها برپا گردیده است. در ایران کانون وکلای دادگستری، نهادی مستقل و دارای شخصیت حقوقی است که تاکنون در ۲۹ استان کشور تشکیل شده و دیرپاترین آن کانون وکلای دادگستری مرکز تأسیس ۱۳۰۹ خورشیدی است.

## کانون وکلای دادگستری در ایران
کانون وکلای دادگستری قدیمی‌ترین سازمان مردم نهاد ایرانی است که به موجب لایحهٔ قانونی استقلال کانون وکلای دادگستری در سال ۱۳۳۱ به‌عنوان نهادی با شخصیت حقوقی و مستقل وجود آمد، هرچند پیش از آن در ۲۰ آبان ۱۳۰۹ به‌عنوان نهادی وابسته به وزارت دادگستری تأسیس گردیده بود. سنگ بنای استقلال کانون، وکلایی بودند که در سال ۱۲۹۷ وارد «تشکیلات هیأت وکلا»ی عدلیه شده و در سال ۱۳۰۰ «مجمع وکلای رسمی» را بنیان نهادند. کانون وکلای دادگستری ایران (مرکز) در سال ۱۳۲۹ نیز به عضویت کانون وکلای بین‌المللی (IBA) درآمده است.
محمد مصدق با توجه به لایحه مصوب مجلس شورای ملی دربارهٔ «اختیارات فوق‌العاده‌ای» در هفتم اسفندماه ۱۳۳۱، لایحهٔ قانونی استقلال کانون وکلای دادگستری را در ۲۳ ماده تصویب کرد. بر اساس این قانون، هیئت مدیرهٔ دوازده نفری کانون وکلا در مرکز و هیئت‌های مدیرهٔ پنج نفرهٔ استانی با رأی اعضای کانون و بدون مداخلهٔ وزارت دادگستری انتخاب شده و مسئولیت اداره و سرپرستی کارهای وکلا و موضوعاتی مانند رسیدگی به تخلفات و تعقیب انتظامی وکلا را بر عهده داشتند. بر بنیاد این لایحه، تعلیق وکلا تنها در صلاحیت دادگاه انتظامی وکلا که در خود کانون برپا شده بود منحصر گردید. این لایحه در ۱۳ اسفند ماه ۱۳۳۱ از سوی دولت ملی مصدق به دادگاه‌ها بخشنامه شد. لایحهٔ یادشده بار دیگر در مجلس هجدهم با برخی تغییرات مطرح و در سال ۱۳۳۳ به دست کمیسیونهای مشترک مجلسین در ۲۶ ماده تصویب شده‌است.

## وظایف کانون وکلا
- دادن پروانه وکالت به داوطلبانی که واجد شرایط قانونی باشند.
- اداره امور راجع به وکالت دادگستری و نظارت بر اعمال وکلا و کارگشایان.
- رسیدگی به تخلفات و تعقیب انتظامی وکلا و کارگشایان دادگستری به وسیله دادسرا و دادگاه انتظامی وکلا.
- معاضدت قضایی
- فراهم آوردن وسایل پیشرفت علمی و عملی وکلا.[۹]

## اعضای اتحادیه سراسری کانون‌های وکلای دادگستری ایران
اتحادیه سراسری کانون‌های وکلای دادگستری ایران متشکل از ۲۹ کانون است:
1. کانون وکلای دادگستری آذربایجان شرقی
2. کانون وکلای دادگستری آذربایجان غربی
3. کانون وکلای دادگستری اردبیل
4. کانون وکلای دادگستری اصفهان
5. کانون وکلای دادگستری البرز
6. کانون وکلای دادگستری ایلام
7. کانون وکلای دادگستری بوشهر
8. کانون وکلای دادگستری چهارمحال و بختیاری
9. کانون وکلای دادگستری خراسان
10. کانون وکلای دادگستری خراسان جنوبی[۱۱]
11. کانون وکلای دادگستری خراسان شمالی
12. کانون وکلای دادگستری خوزستان
13. کانون وکلای دادگستری زنجان
14. کانون وکلای دادگستری فارس و کهگیلویه و بویراحمد (متشکل از وکلای استان‌های فارس و کهگیلویه و بویراحمد)
15. کانون وکلای دادگستری قزوین
16. کانون وکلای دادگستری قم
17. کانون وکلای دادگستری کردستان
18. کانون وکلای دادگستری کرمانشاه
19. کانون وکلای دادگستری کرمان
20. کانون وکلای دادگستری گلستان
21. کانون وکلای دادگستری گیلان
22. کانون وکلای دادگستری لرستان
23. کانون وکلای دادگستری استان مازندران
24. کانون وکلای دادگستری مرکز (متشکل از وکلای استان‌های تهران، سیستان و بلوچستان)
25. کانون وکلای دادگستری مرکزی
26. کانون وکلای دادگستری همدان
27. کانون وکلای دادگستری یزد
28. کانون وکلای دادگستری سمنان
29. کانون وکلای دادگستری هرمزگان